# فرانکو زوکولینی
فرانکو زوکولینی (انگلیسی: Franco Zuculini؛ زادهٔ ۵ سپتامبر ۱۹۹۰) بازیکن فوتبال اهل آرژانتین است که در پست هافبک دفاعی بازی می‌کند.
وی همچنین در تیم‌های ملی فوتبال زیر ۱۷ سال آرژانتین، زیر ۲۰ سال آرژانتین، و آرژانتین بازی کرده‌است.